# Mjösjön (Piteå socken, Norrbotten)
Mjösjön är en sjö i Piteå kommun i Norrbotten och ingår i Rokåns huvudavrinningsområde. Sjön har en area på 0,301 kvadratkilometer och ligger 45 meter över havet.

## Delavrinningsområde
Mjösjön ingår i det delavrinningsområde (725692-175090) som SMHI kallar för Mynnar i havet. Medelhöjden är 43 meter över havet och ytan är 11,2 kvadratkilometer. Räknas de 17 avrinningsområdena uppströms in blir den ackumulerade arean 228,74 kvadratkilometer. Avrinningsområdets utflöde Rokån mynnar i havet. Avrinningsområdet består mestadels av skog (53 procent) och jordbruk (26 procent). Avrinningsområdet har 0,37 kvadratkilometer vattenytor vilket ger det en sjöprocent på 3,3 procent. Bebyggelsen i området täcker en yta av 0,14 kvadratkilometer eller 1 procent av avrinningsområdet.